# Ivo Steins
Ivo Steins (* 18. Juli 1992 in Voerendaal) ist ein niederländischer Handballspieler, der auf der Position des Kreisläufers eingesetzt wird.

## Karriere

### Verein
Ivo Steins lernte das Handballspielen bei den niederländischen Vereinen HV Gemini und HV Sittardia. Bei den Erwachsenen spielt er seit 2011 für die Limburg Lions. Mit diesem Verein gewann er 2015, 2016 und 2017 die HandbalNL League, 2015, 2016 und 2017 den Pokal, 2016 und 2017 den Supercup sowie 2015 und 2022 die binationale BENE-League. Im Europapokal nahm er mit den Lions am EHF-Pokal, am EHF Challenge Cup, an der Qualifikation zur EHF Champions League und am EHF European Cup teil.

### Nationalmannschaft
In der niederländischen Nationalmannschaft debütierte Steins am 10. Juni 2015 gegen Kroatien. Er stand im Aufgebot für die Europameisterschaften 2020 (17. Platz) und 2022 (10. Platz). Im Februar 2022 trat er nach 85 Länderspielen aus der Nationalmannschaft zurück.

## Privates
Sein jüngerer Bruder Luc Steins ist ebenfalls Handballnationalspieler. Gemeinsam nahm man an den Europameisterschaften teil.